# 隆维
隆维（法語發音：[lɔ̃wi]），法国东北部城市，大东部大区默尔特-摩泽尔省的一个市镇。隆维位于默尔特-摩泽尔省北部，其市镇面积为5.34平方公里，2022年1月1日时人口数量为15492人，在法国城市中排名第669位。
隆维靠近比利时及卢森堡边境，历史上曾为一个边境要塞，建有沃邦防御工事。隆维在工业革命后期为法国东北部重要的工矿业城市，因境内的煤铁资源而兴起，20世纪末因洛林矿区钢铁危机而衰落。

## 地名
“隆维”一名来源于拉丁语，意为“长条状的村落”，可能与当地的地形有关。
隆维临近卢森堡，有卢森堡语名“Longkech”及德语旧名“Langich”。

## 历史

历史上的隆维矿区

在高卢-罗马时期，隆维附近出现了蒂特尔贝格军营，中世纪时期隆维长期属于洛林公国的统治范围，但仅为普通村落。1678年，法国工程师沃邦主持修建隆维城堡，成为沃邦防御工事的一部分。法国大革命后，隆维成为摩泽尔省的一个市镇，并在1790至1795年之间成为一个地区行署（district）。普法战争后，摩泽尔省中部和东部的大部分区域被普鲁士占领，而隆维所处的西部地区则划至默尔特-摩泽尔省，并在1919年阿尔萨斯-洛林地区收复以后继续保持了这一区划。公元19世纪末，隆维所处的区域发现大量的煤炭及铁矿资源，并随着工业革命的发展而得到大规模的开采，隆维的城市快速扩张，人口在半个世纪内由不到三千增长至1.2万。第一次世界大战以及第二次世界大战的法国战役期间，隆维城市受到了一定程度的破坏。自20世纪60年代开始，在国际钢铁市场的萎缩以及石油危机的影响下，隆维所处的洛林地区爆发了严重的经济危机，许多矿厂倒闭，失业率上升，人口数量开始下降，引发了社会矛盾。1979年，隆维铁矿工人举办了大规模的示威游行，超过8万人围占了洛林大区及工商会大楼。20世纪末以来，随着欧盟及申根区的建立，大批隆维居民前往卢森堡就业，隆维逐渐发展成为卢森堡的一个卫星城。

## 地理

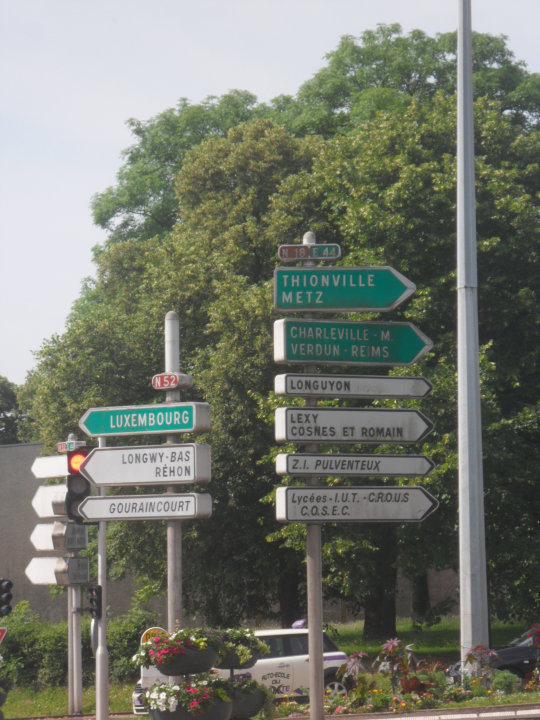
隆维境内的路牌

隆维位于法国东北部，大东部大区北部和默尔特-摩泽尔省北部，距离省会南锡大约119公里，距离大区首府斯特拉斯堡大约225公里。与隆维接壤的市镇包括：科讷和罗曼、埃尔瑟朗日、莱克西、隆拉维尔、梅克西、蒙圣马丹、雷翁。

### 地形
隆维位于洛林高原腹地，境内以丘陵为主，其中市区分为“上隆维”（Longwy-Haut）和“下隆维”（Longwy-Bas）两部分，高差近百米，而全境的海拔则在250到396米之间。

### 水文
隆维位于谢尔河上游，该河自东北向西南流经境内，隆维段水量较少，平均宽度不足2米。

### 气候
隆维在柯本气候分类法中属于带有大陆性特征的温带海洋性气候，冬季易受大陆气团影响，气温骤降。
距离隆维最近的专业气象站位于卢森堡境内，以下为该气象站的数据：
| 卢森堡1981年－2019年     | 卢森堡1981年－2019年 | 卢森堡1981年－2019年 | 卢森堡1981年－2019年 | 卢森堡1981年－2019年 | 卢森堡1981年－2019年 | 卢森堡1981年－2019年 | 卢森堡1981年－2019年 | 卢森堡1981年－2019年 | 卢森堡1981年－2019年 | 卢森堡1981年－2019年 | 卢森堡1981年－2019年 | 卢森堡1981年－2019年 | 卢森堡1981年－2019年 |
| 月份                     | 1月                  | 2月                  | 3月                  | 4月                  | 5月                  | 6月                  | 7月                  | 8月                  | 9月                  | 10月                 | 11月                 | 12月                 | 全年                 |
| ------------------------ | -------------------- | -------------------- | -------------------- | -------------------- | -------------------- | -------------------- | -------------------- | -------------------- | -------------------- | -------------------- | -------------------- | -------------------- | -------------------- |
| 历史最高温 °C（°F）      | 13.9 (57.0)          | 19.8 (67.6)          | 22.2 (72.0)          | 27.9 (82.2)          | 31.6 (88.9)          | 35.4 (95.7)          | 39.0 (102.2)         | 37.9 (100.2)         | 31.5 (88.7)          | 26.0 (78.8)          | 18.4 (65.1)          | 14.7 (58.5)          | 39.0 (102.2)         |
| 平均高温 °C（°F）        | 3.1 (37.6)           | 4.7 (40.5)           | 9.1 (48.4)           | 13.3 (55.9)          | 17.8 (64.0)          | 20.7 (69.3)          | 23.2 (73.8)          | 22.8 (73.0)          | 18.4 (65.1)          | 13.1 (55.6)          | 7.3 (45.1)           | 3.9 (39.0)           | 13.1 (55.6)          |
| 日均气温 °C（°F）        | 0.8 (33.4)           | 1.6 (34.9)           | 5.2 (41.4)           | 8.7 (47.7)           | 13.0 (55.4)          | 15.9 (60.6)          | 18.2 (64.8)          | 17.7 (63.9)          | 13.9 (57.0)          | 9.5 (49.1)           | 4.7 (40.5)           | 1.8 (35.2)           | 9.3 (48.7)           |
| 平均低温 °C（°F）        | −1.6 (29.1)          | −1.3 (29.7)          | 1.6 (34.9)           | 4.4 (39.9)           | 8.4 (47.1)           | 11.1 (52.0)          | 13.3 (55.9)          | 13.0 (55.4)          | 10.0 (50.0)          | 6.3 (43.3)           | 2.2 (36.0)           | −0.5 (31.1)          | 5.6 (42.1)           |
| 历史最低温 °C（°F）      | −17.8 (0.0)          | −20.2 (−4.4)         | −14.4 (6.1)          | −6.9 (19.6)          | −2.1 (28.2)          | 0.9 (33.6)           | 4.5 (40.1)           | 4.3 (39.7)           | −0.7 (30.7)          | −4.6 (23.7)          | −11.1 (12.0)         | −15.3 (4.5)          | −20.2 (−4.4)         |
| 平均降水量 mm（）        | 76.9 (3.03)          | 62.4 (2.46)          | 69.2 (2.72)          | 58.1 (2.29)          | 76.5 (3.01)          | 81.7 (3.22)          | 71.0 (2.80)          | 75.8 (2.98)          | 75.4 (2.97)          | 86.9 (3.42)          | 76.5 (3.01)          | 86.4 (3.40)          | 896.9 (35.31)        |
| 平均降水天数（≥ 0.1 mm） | 17.0                 | 14.3                 | 16.1                 | 13.7                 | 14.4                 | 13.9                 | 13.0                 | 13.1                 | 13.0                 | 15.4                 | 17.2                 | 16.9                 | 178.0                |
| 平均降雪天数             | 8.6                  | 8.0                  | 4.7                  | 2.1                  | 0.0                  | 0.0                  | 0.0                  | 0.0                  | 0.0                  | 0.0                  | 2.8                  | 7.3                  | 33.5                 |
| 平均相對濕度（％）       | 87.2                 | 81.2                 | 75.4                 | 68.4                 | 68.7                 | 68.9                 | 67.4                 | 69.0                 | 76.4                 | 83.4                 | 87.9                 | 88.2                 | 76.9                 |
| 月均日照時數             | 50.3                 | 83.6                 | 125.1                | 181.6                | 213.4                | 227.1                | 250.3                | 230.7                | 161.9                | 105.8                | 54.1                 | 41.0                 | 1,724.9              |
| 可照百分比               | 18.8                 | 29.4                 | 34.0                 | 44.1                 | 44.8                 | 46.7                 | 51.0                 | 51.7                 | 42.7                 | 31.8                 | 19.8                 | 16.1                 | 35.9                 |
| 来源：climat-data        |                      |                      |                      |                      |                      |                      |                      |                      |                      |                      |                      |                      |                      |

## 行政区划
隆维是法国大东部大区默尔特-摩泽尔省的一个市镇，编号为54323。隆维管理隆维县，同时也是隆维城市圈公共社区的中心市镇。
法国国家统计与经济研究所（简称）在进行数据统计时，将隆维及相邻的另外9个市镇设为隆维城市核心区，并将包括核心区在内的周边共56个市镇划为隆维城市区。
同时，还将隆维市镇分为了7个“块区”（IRIS），以便于统计人口分布情况。

## 交通

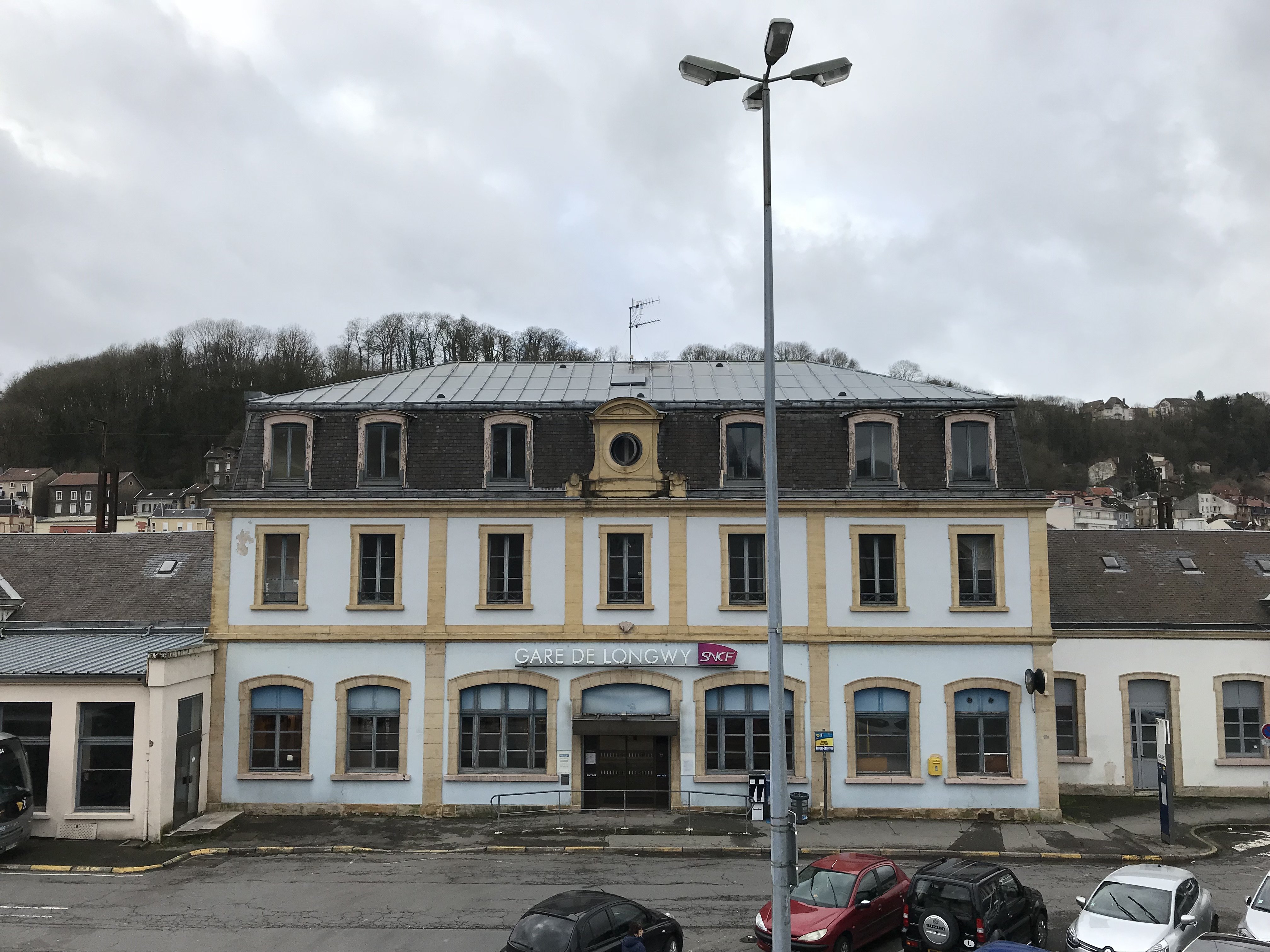
隆维站

### 公路
多条默尔特-摩泽尔省省道在隆维境内交汇，大东部大区公共交通提供往返于隆维和梅斯之间的直达城际班车，同时也有校车线路可前往周边部分市镇。
2015年，64.6%的隆维家庭拥有至少一辆的私人汽车。
2016年，隆维境内共发生各类交通事故9起，造成1人遇难，8人受伤。

### 铁路
隆维火车站位于市区南部，隆吉永－蒙圣马丹铁路线上，该站每天开行直达卢森堡、南锡和沙勒维尔-梅济耶尔三个方向的区域列车。

### 航空
距离隆维最近的民用航空机场为卢森堡国际机场，距离隆维市区约40公里。

### 城市公共交通
大隆维城市公共交通（商业名称为“TGL”，亦为其简称）下辖5条公交线路，覆盖了隆维市区内的主要街道和居民区，此外还有两条前往卢森堡境内的跨国公交线路。

## 政治

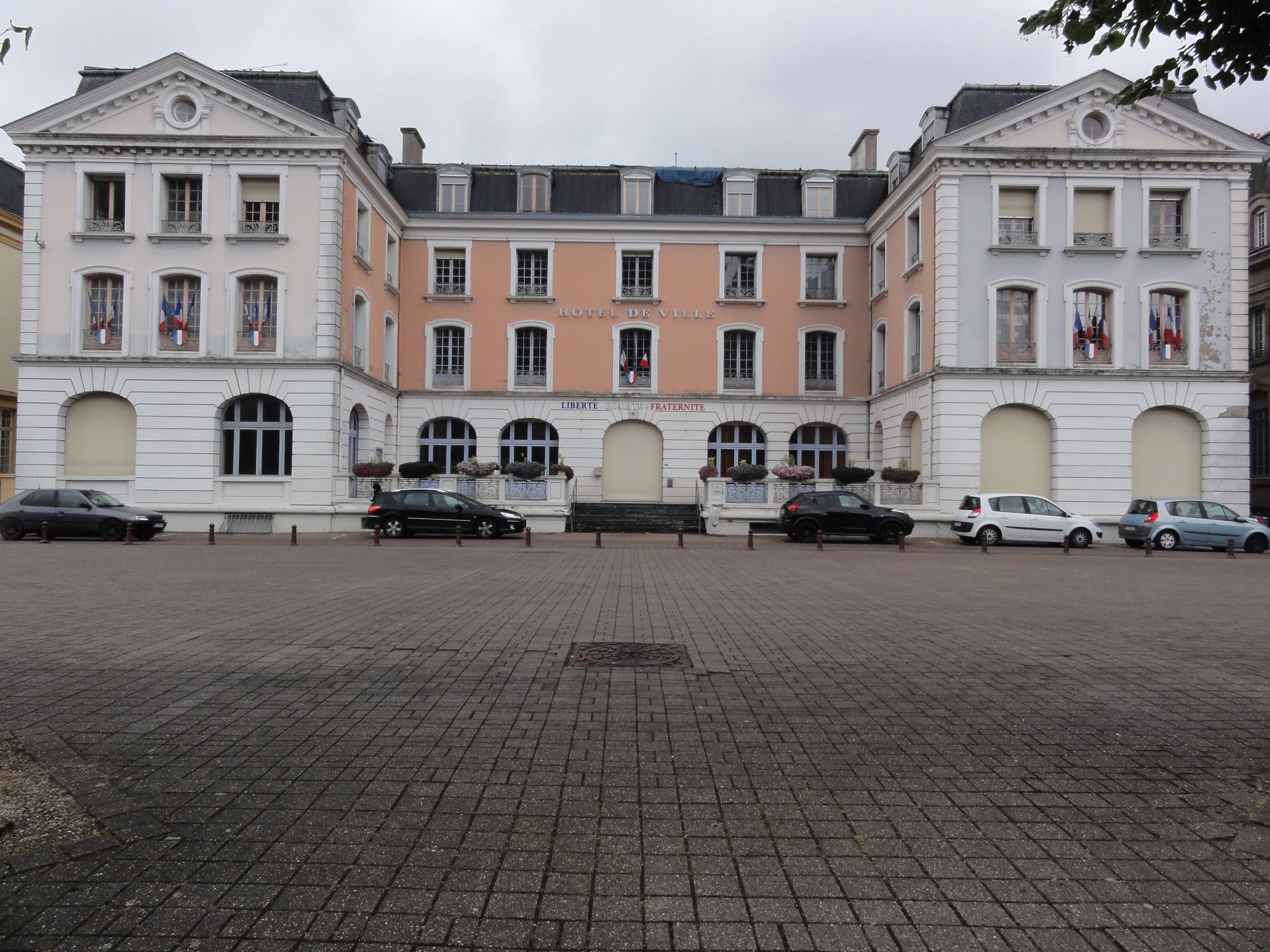
隆维市政厅

隆维的现任市长为让-马克·富内尔先生，为社会党的一名成员，他在2014年的市政选举中获得了54.7%的支持率。
在2017年的法国总统大选中，法国第25任总统埃马纽埃尔·马克龙在隆维获得了69.31%的支持率。
| 隆维历届市长   |                 |                           |
| 任期           | 市长            | 党派                      |
| 1947年－1954年 | 爱德华·勒格拉   | 不详                      |
| 1954年－1971年 | 莱昂·巴松皮埃尔 | 不详                      |
| 1971年－1977年 | 安德烈·维勒     | 不详                      |
| 1977年－1989年 | 朱尔·让         | PCF法国共产党             |
| 1989年－2006年 | 让-保罗·迪里厄  | PS社会党                  |
| 2006年－2008年 | 让-马克·富内尔  | PS社会党                  |
| 2008年－2014年 | 爱德华·雅克     | UDI民主人士和独立人士联盟 |
| 2014年－       | 让-马克·富内尔  | PS社会党                  |

## 人口
2017年，隆维市镇人口数量为14,378，在法国排名第669位。其中男性6,852人，女性7,870人，75岁及以上人口占10%，外籍人口数量为2,432人，人口密度为2,693人/平方公里，当地居民被称为（男性）或（女性）。2018年，隆维境内出生154人，死亡人口128人。
| 年份   | 1936   | 1946   | 1954   | 1962   | 1968   | 1975   | 1982   | 1990   | 1999   | 2006   | 2011   | 2016   | 2017   |
| ------ | ------ | ------ | ------ | ------ | ------ | ------ | ------ | ------ | ------ | ------ | ------ | ------ | ------ |
| 人口數 | 14,131 | 12,150 | 16,578 | 21,929 | 21,076 | 20,131 | 17,338 | 15,439 | 14,521 | 14,317 | 14,364 | 14,722 | 14,378 |

## 经济

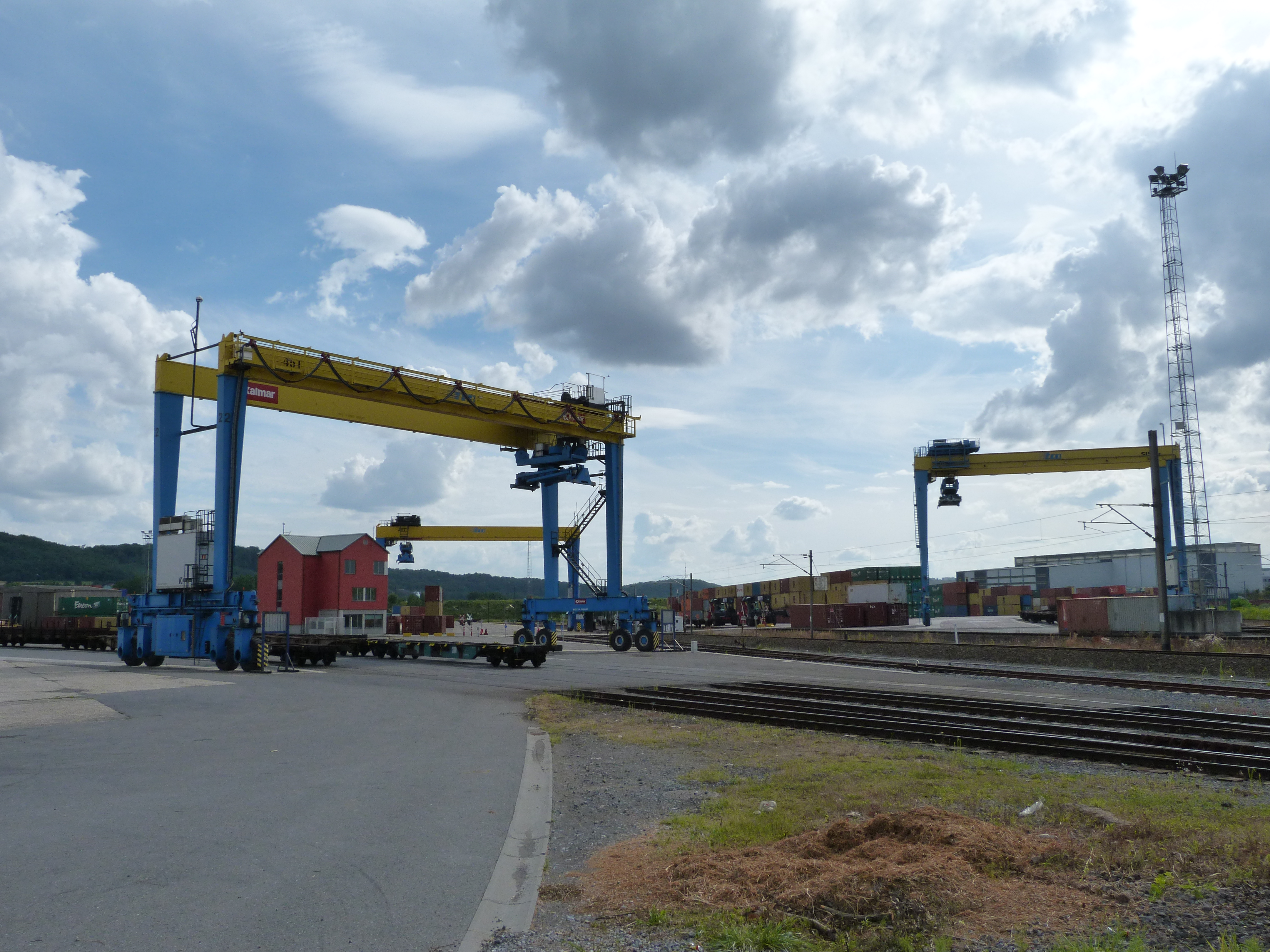
隆维的一处工厂运输车间

隆维是一座较为典型的老工矿业城市，20世纪60年代曾为洛林矿区钢铁危机的主要区域。现隆维为一座区域性综合城市，通过与卢森堡的国际合作而受益。

## 财政收入
2018年，隆维的财政收入总额为19,548,200欧元，财政支出总额为14,888,200欧元，当年的债务总额为17,833,400欧元。
2014年，隆维的人均收入总额为2,358欧元，其中高职人员为4,073欧元，普通职员为1,738欧元。
2016年，隆维境内的青壮年（15至64岁）失业率为20.2%，当地22.1%的家庭拥有纳税资格。

## 社会事务

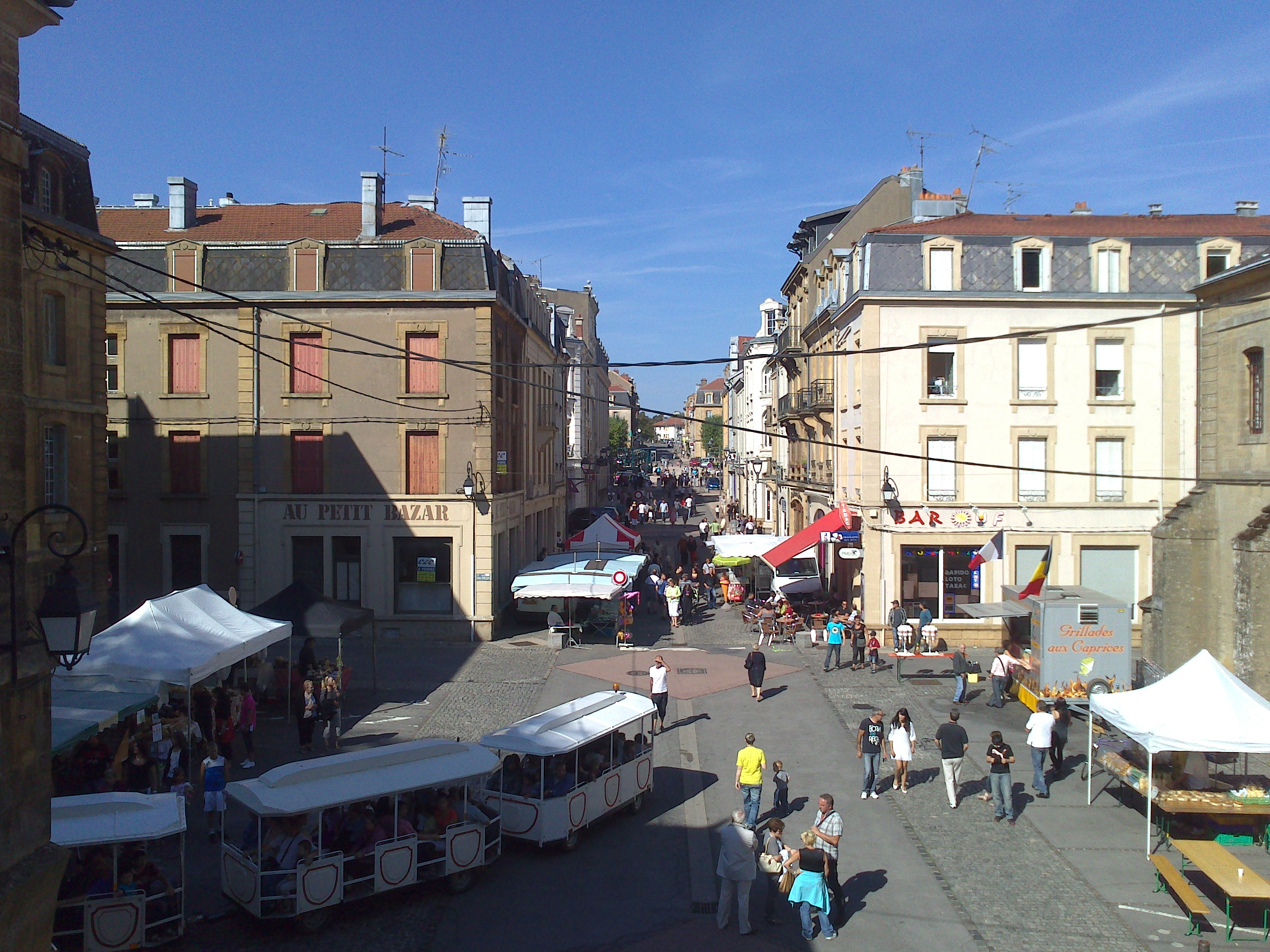
隆维市中心的集市

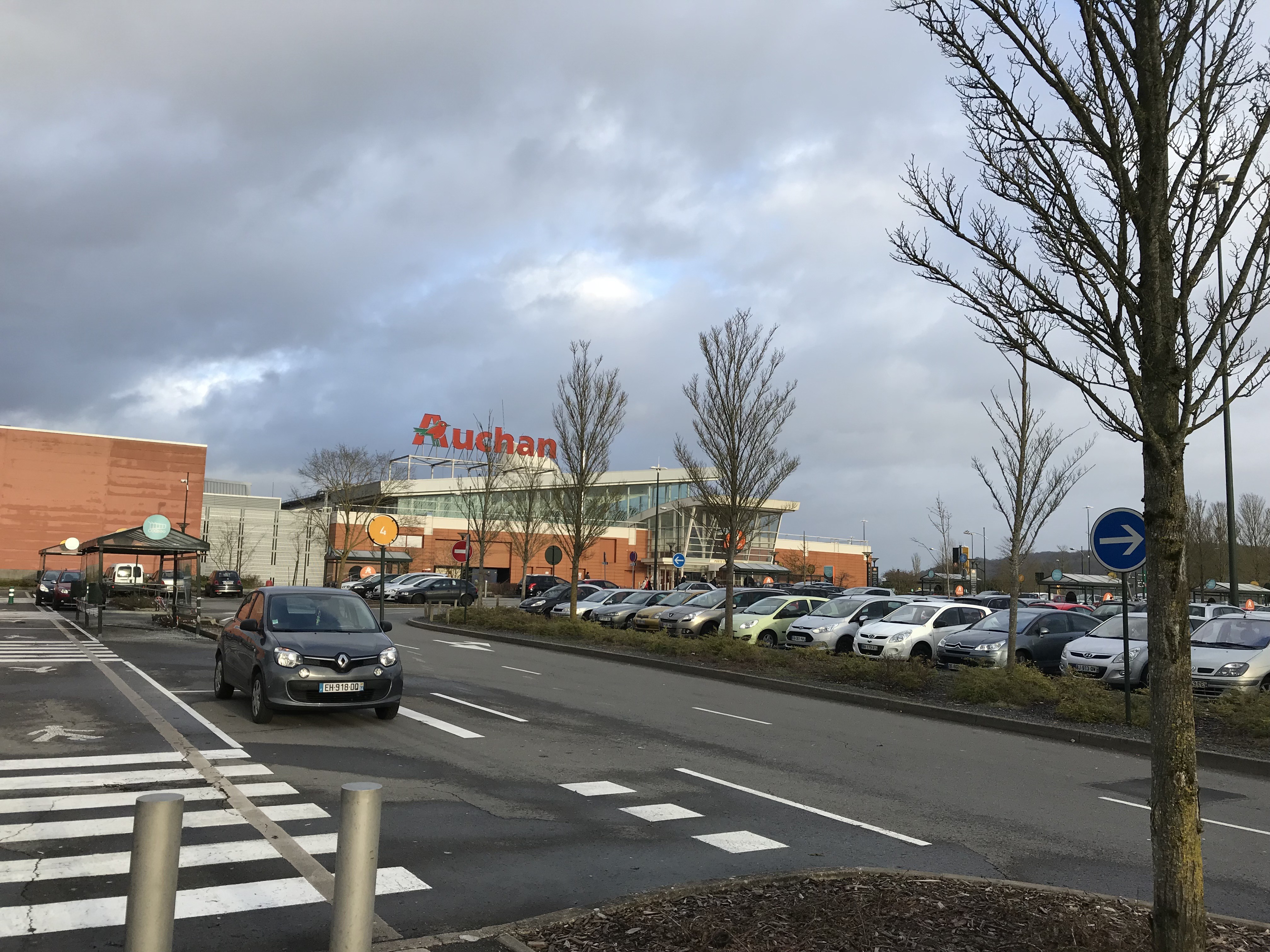
位于蒙圣马丹的欧洲商业中心

### 教育
隆维属于南锡-梅斯学区。截止2018年1月1日，隆维境内共有3所幼儿园、7所小学、3所初级中学、2所普通高中和2所职业高中。2018至2019学年度，隆维境内共有学生2,415名。
在高等教育方面，洛林大学下属的隆维应用技术学院成立于1969年，位于隆维市区以西的科讷和罗曼境内。

### 医疗
截止2017年1月1日，隆维境内共有全科医生19名、保健师18名、牙医7名、护士14名、眼科医生1名、皮肤科医生1名、儿科医生3名和妇科医生1名。境内共有药房7家，养老院3家。
蒙圣马丹医院（Hôpital de Mont-Saint-Martin）位于隆维市区以北，有近300个床位，是这一地区规模最大的公立综合性医院。

### 住房
2015年，隆维境内共有各类住房8,268套，其中85.4%为常住房屋。因地形原因，隆维境内分布有大量的集中式居民区。

### 商业
2017年，隆维境内共有各类商铺624家，其中餐饮服务类329家。“欧绍平格商业中心”（Centre commercial Aushopping）位于隆维市区以北的蒙圣马丹境内，因靠近比利时及卢森堡边境而又得名“欧洲商业中心”，是当地规模最大的开放式商业街区。

### 体育
2017年，隆维境内共有1家游泳池、2间健身房、1座综合体育场、8处网球场、2处足球或橄榄球场、1处篮球或排球场以及1处高尔夫球场。
隆维地区体育会是当地的一支业余足球俱乐部，曾于1937至1939年之间参加过法国足球乙级联赛。

### 环境
隆维的环境事务由其所属的公共社区负责。2017年，隆维境内共有3家污染企业。

### 治安
2014年，隆维及附近地区共发生各类案件2,574起，其中盗窃类案件1,237起，经济类案件158起，毒品交易类案件454起。

## 文化

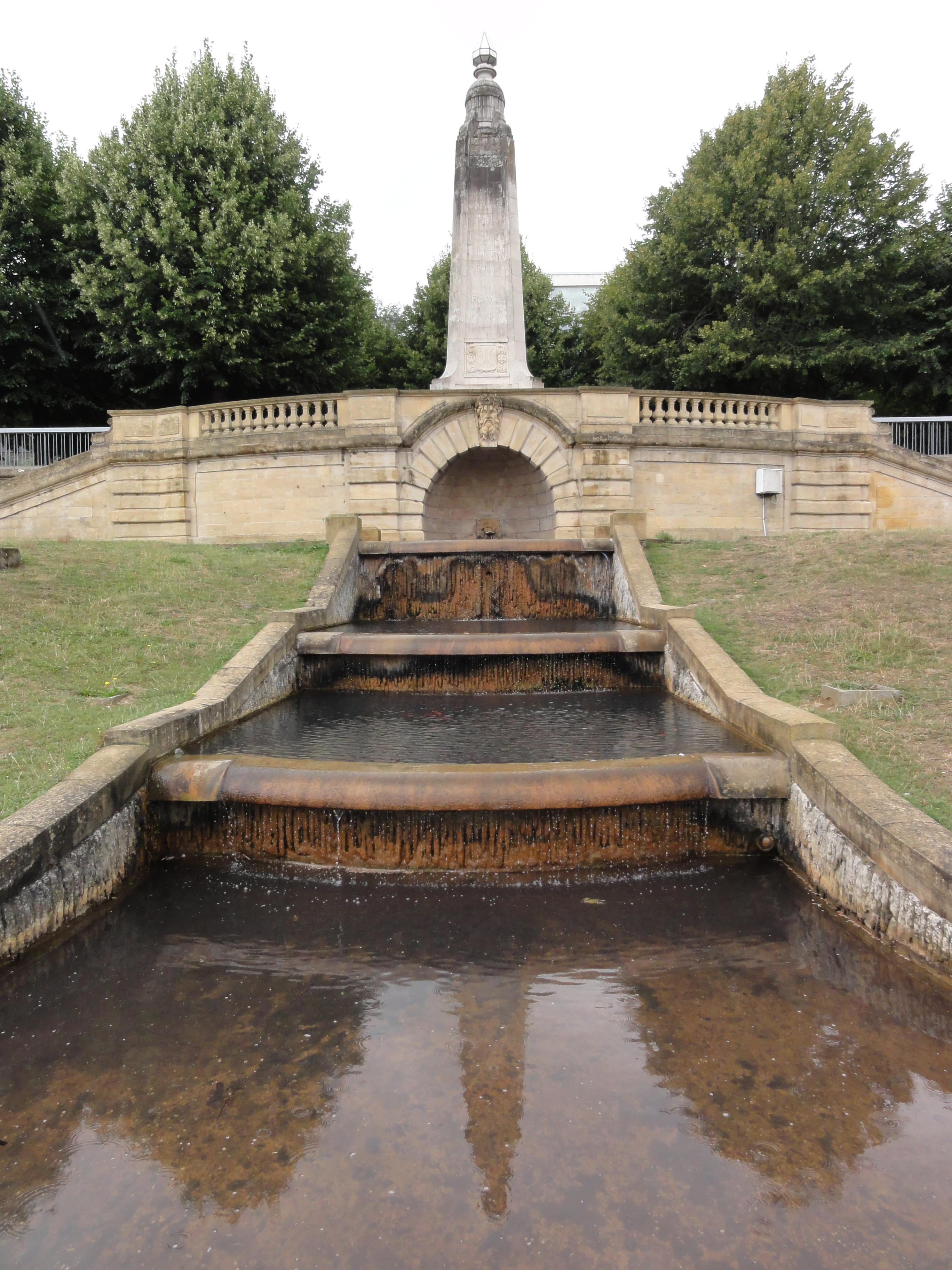
殉难者纪念碑

2017年，隆维境内共有1个电影院和1个博物馆。

### 城市规划
根据地形，隆维境内分为了两个较为明显的区域，其中“上隆维”位于北侧，由原隆维城堡扩建而来，为主要的居民区；“下隆维”位于市区南部，隆维市政厅、邮局、火车站等设施分布于此。两个区域之间高差近100米，通过人行天梯相连。

### 瓷器
隆维瓷器工场是当地历史上的一家手工艺作坊，成立于1798年，于2015年关闭，其生产的上釉瓷器已被列入法国非物质文化遗产，当地设有釉画博物馆

### 旅游
2018年，隆维境内共有4个宾馆共计181间房间。

### 媒体
法国主要的媒体均可在隆维接收，法国电视三台下属的大东部大区频道在部分时段播出隆维所属区域的地方新闻。

## 友好城市
截至2020年4月，隆维与德国城市纳戈尔德互为友好城市关系